# رومي هاغ
رومي هاغ (بالهولندية: Romy Haag)‏ (من مواليد 1 يناير 1951  م) هي راقصة ومغنية وممثلة ومديرة سابقة لنوادي الليل من هولندا. في عام 1999، تم نشر سيرتها الذاتية "Eine Frau und mehr" التي تروي فيها حياتها في مشهد الفن في الولايات المتحدة وبرلين في السبعينات. شاركت في 26 فيلمًا، بما في ذلك "Plastikfieber"، و"قضية السيد سبالت" (Zum Beispiel Otto Spalt)، و"متلازمة هامبورغ"، و"ماسكارا" مع شارلوت رامبلينغ. أصدرت 17 ألبومًا.

## الحياة المبكرة
وُلدت رومي هااغ باسم إدوارد فرانس فيربا في شيفينينغن، هولندا. عندما كانت في الثالثة عشرة من عمرها، انضمت رومي هااغ وعائلتها إلى السيرك. بدأت مسيرتها المهنية في سيرك ستراتسبورجر كمداعبة للأطفال. وعندما كانت في السادسة عشرة، انتقلت إلى باريس مع فنانين الحبل الطائر من السيرك وبدأت عرضها الأول في نوادي الليل الباريسية كراقصة كاباريه.

## المسيرة المهنية
في عام 1972، عرض عليها مدير عروض أمريكي حجز جولة، وأدت عرضها "برلين شانسون" في فاير آيلاند، في لونغ آيلاند وأتلانتيك سيتي. هناك التقت ووقعت في حب موسيقي شارع من برلين، وقررت العودة إلى أوروبا للعيش معه في المدينة الألمانية.
في عام 1974، وعندما كانت في السادسة والعشرين من عمرها، افتتحت كاباريه خاص بها في برلين-شونبيرغ أسمته "Chez Romy Haag". من بين زوار المكان كان هناك أودو ليندنبرغ، وزيزي جانماير، وباتريشيا هايسميث، وبرايان فيري، وتينا تورنر، وهورست بوشهولتز، وغريس جونز، ورينر فيرنر فاسبيندر، وإيغى بوب، وفريدي ميركوري، ولو ريد، وميك جاغر، الذي قابلته لأول مرة في عام 1973.
في عام 1976، بدأت علاقة عاطفية مع ديفيد بوي. انتقل بوي بعد ذلك إلى برلين وأكمل أول جولة له في ألمانيا.
أصدرت رومي هااغ أول أغنية منفردة لها "Liege-Samba" في عام 1977، وكتب كلماتها وألحانها أودو ليندنبرغ. ثم ذهبت في جولة مع ليندنبرغ، وفي العام التالي أصدرت أغنيتها المنفردة "Superparadise". في عام 1979، قامت مجلة "The New Yorker" بتسليط الضوء عليها في تحية مصورة. في عام 1981، أصدرت أول ألبوم لها بعنوان "So bin ich"، وكتب كلمات الألبوم كلاوس هوفمان.
في عام 1983، باعت رومي هااغ ناديها الليلي للسفر حول العالم. وعادت إلى ألمانيا في عام 1986، وبدأت جولة في ألمانيا والنمسا وسويسرا والولايات المتحدة مع عرضها "City in the Night". في منتصف الثمانينات، ظهرت هااغ في تركيب الفيديو الفني لأداء "Queen Zero". خلال مسيرتها، قدمت عروضًا مع كونّي غوكيل، وألكسندر كراوت، ولوتس وايته، وفريدل شوارتز، وإريك كيوبيرس، وبلاكي شوارتز، ورولاند غوتس، وهانسي والباوم، وأولي موريتز، وإيبرهارد فورتمان.
في عام 2010، شاركت في دور موظفة استقبال في مسلسل الإنترنت "Doc Love"، حيث أدت دورها إلى جانب ديتر باخ، وأولي فيندر، وإلينّي سالفو غونزاليس.

## وصلات خارجية
- رومي هاغ على موقع IMDb (الإنجليزية)
- رومي هاغ على موقع ألو سيني (الفرنسية)
- رومي هاغ على موقع ميوزك برينز (الإنجليزية)
- رومي هاغ على موقع أول موفي (الإنجليزية)
- رومي هاغ على موقع ديسكوغز (الإنجليزية)
- رومي هاغ على موقع قاعدة بيانات الفيلم (الإنجليزية)
- رومي هاغ على موقع كينوبويسك (الروسية)